# Gewone doosschildpad
De gewone doosschildpad, ook wel Carolina-doosschildpad (Terrapene carolina) is een schildpad uit de familie moerasschildpadden (Emydidae).
Het is een middelgrote soort die ongeveer tien tot bijna twintig centimeter lang wordt. Het schild is opvallend bol van vorm en de schildkleur is donkerbruin met opvallende gele tot oranje vlekken en strepen. De buikzijde is geel en heeft vaak een donkere tekening.
De gewone doosschildpad is een van de bekendste soorten moerasschildpadden van Noord-Amerika. De schildpad komt voor in grote delen van de Verenigde Staten en in delen van Mexico. In Canada is het dier al honderden jaren geleden uitgestorven. De habitat bestaat uit graslanden, bossen en weilanden. De schildpad eet zowel planten als kleine dieren en ook aas wordt gegeten.
De gewone doosschildpad behoort tot de moerasschildpadden maar is een echte landbewoner. De doosschildpadden worden vaak verward met landschildpadden. Het schild lijkt meer op dat van een landschildpad en ook zijn de poten stomper en hebben slechts kleine zwemvliezen, in tegenstelling tot de meer verwante moerasschildpadden. De gewone doosschildpad kan de voor- en achterzijde van het buikschild omhoog klappen om het lichaam te beschermen en heeft hierdoor niet veel te duchten van vijanden.

## Naamgeving en taxonomie
De gewone doosschildpad werd vermeld door Carl Linnaeus in de tiende editie van Systema naturae uit 1758 als Testudo carolina. Later werd de naam Testudo caroliniana gebruikt door Daudin (1802). Étienne Geoffroy Saint-Hilaire beschreef de soort in 1829 als Emys tritentaculata. André Marie Constant Duméril en Gabriel Bibron gebruikten in 1854 de naam Cistudo carolina.
De naam 'doosschildpad' slaat op het feit dat de schildpad alle ledematen en de kop kan insluiten binnen het schild. De schildpad wordt 'gewone' doosschildpad genoemd omdat het de meest algemeen voorkomende soort is van de doosschildpadden uit het geslacht Terrapene. De gewone doosschildpad wordt in de Nederlandse taal ook wel aangeduid met de namen Carolina-doosschildpad en doosschildpad van Carolina.
In andere talen wordt ook vaak een naam gebruikt die overeenkomt met het Nederlandse 'gewone doosschildpad', zoals de Engelse naam 'common box turtle', het Spaanse 'tortuga de caja común', het [Frans]e 'tortue-boîte commune' en het Duitse 'gewöhnliche Dosenschildkröte'. In de Engelse taal is de soort ook wel bekend als de 'eastern box turtle'.
De wetenschappelijke geslachtsnaam Terrapene is afgeleid van het Algonkische woord voor "kleine schildpad". De soortaanduiding carolina verwijst naar een deel van het verspreidingsgebied; de Carolina's. Hiermee worden de staten North- en South Carolina bedoeld, waar de schildpad voor het eerst werd beschreven. De ondersoort Terrapane carolina bauri is vernoemd naar Georg Baur (1859–1898) en is een eerbetoon aan zijn onderzoek naar het buikschild van de dieren.

### Ondersoorten
Er worden tegenwoordig drie verschillende ondersoorten erkend. Lange tijd werden zes ondersoorten erkend, maar de helft hiervan wordt tegenwoordig tot andere soorten gerekend. De voormalige ondersoort Terrapene carolina mexicana wordt tegenwoordig als een volwaardige soort gezien; Terrapene mexicana. De voormalige ondersoorten van de gewone doosschildpad Terrapene carolina triunguis en Terrapene carolina yucatana worden tegenwoordig beschouwd als ondersoorten van eerder genoemde Terrapene mexicana (Terrapene mexicana triunguis respectievelijk Terrapene mexicana yucatana).
Er is ook een uitgestorven ondersoort beschreven; Terrapene carolina putnami. Deze ondersoort is al lange tijd uitgestorven en is alleen als fossiel bekend. De schildpad leefde vermoedelijk in het Plioceen en was met een schildlengte van meer dan 30 centimeter de grootst bekende doosschildpad.
Onderstaand een tabel van de drie ondersoorten met het verspreidingsgebied, enkele kenmerken en een afbeelding.
| Kenmerken van de drie ondersoorten | Kenmerken van de drie ondersoorten                                  | Kenmerken van de drie ondersoorten                       | Kenmerken van de drie ondersoorten |
| ---------------------------------- | ------------------------------------------------------------------- | -------------------------------------------------------- | --- |
| Afbeelding                         | Naam                                                                | Verspreidingsgebied                                      | Uiterlijke kenmerken |
|                                    | Florida-doosschildpad (Terrapene carolina bauri) Taylor, 1895       | Florida                                                  | Schildlengte ongeveer elf centimeter, breedte ongeveer acht cm. Gestreepte gele vlekken op het rugschild. Drie tenen aan de achterpoten.      |
|                                    | Carolina-doosschildpad (Terrapene carolina carolina) Linnaeus, 1758 | Het grootste deel van het verspreidingsgebied.           | Schildlengte ongeveer vijftien centimeter, breedte ongeveer tien cm. Gele vlekken en strepen op het rugschild. Vier tenen aan de achterpoten. |
|                                    | Grote doosschildpad (Terrapene carolina major) Agassiz, 1857        | Alabama, Florida, Georgia, Louisiana, Mississippi, Texas | Schildlengte ongeveer achttien centimeter, breedte ongeveer twaalf cm. Meestal gele vlekken op het schild. Vier tenen aan de achterpoten.     |

## Verspreiding en habitat

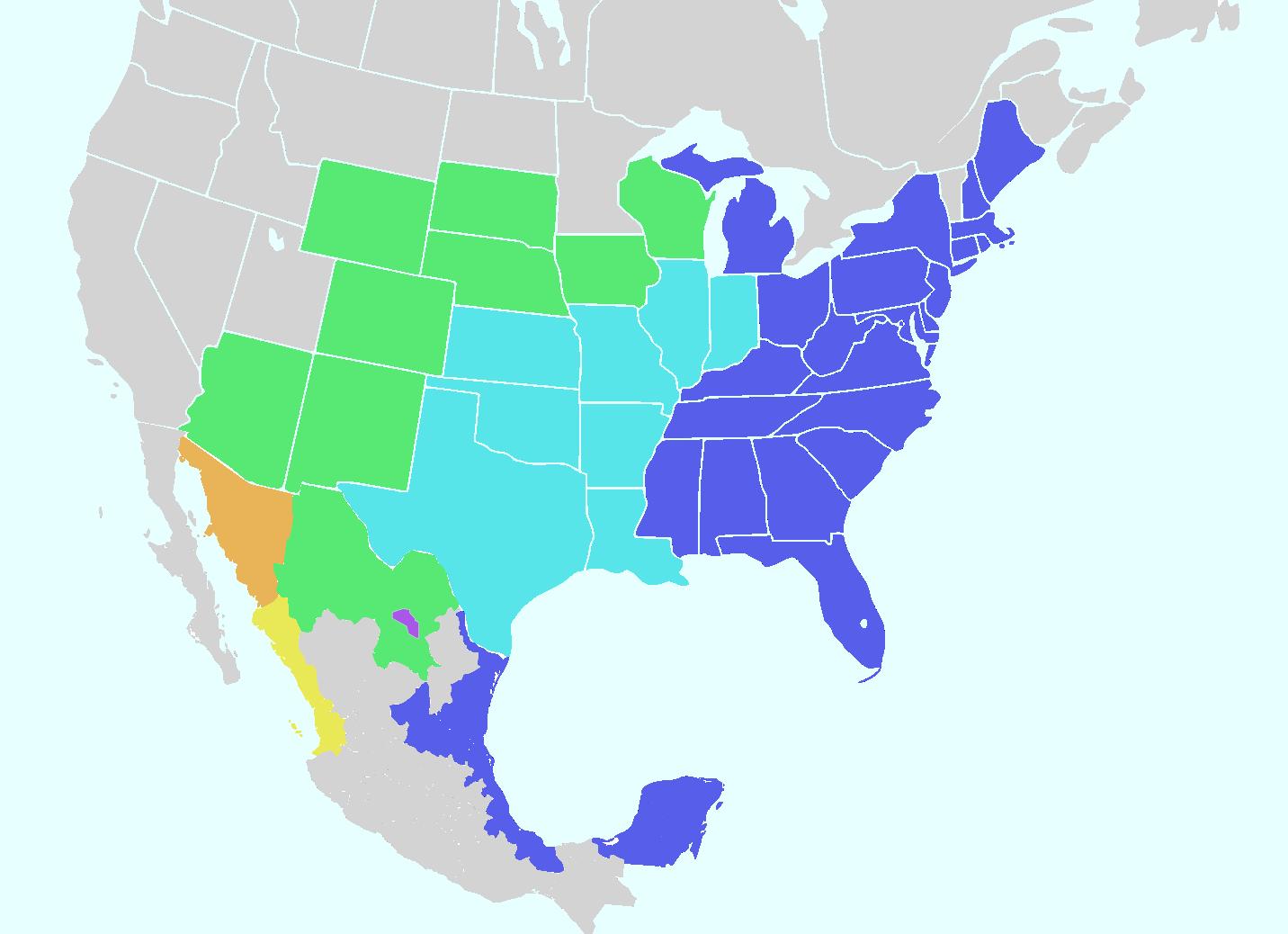
Verspreiding van de verschillende soorten dooschildpadden.

De gewone doosschildpad komt voor in bijna heel zuidelijk Noord-Amerika en in grote delen van Mexico.
In de Verenigde Staten komt de schildpad voor in de staten Alabama, Arkansas, Connecticut, Delaware, Florida, Georgia, Illinois, Indiana, Kansas, Kentucky, Louisiana, Maine, Maryland, Massachusetts, Mississippi, Missouri, New Hampshire, New Jersey, New York, Ohio, Oklahoma, Pennsylvania, North Carolina, South Carolina, Michigan, Tennessee, Texas, Virginia, West Virginia. De populaties in de staten New York en oostelijk Kansas bestaan uit geïsoleerde gebieden.
In Mexico is de schildpad te vinden in de staten Campeche, Quintana Roo, San Luis Potosí), Tamaulipas, Veracruz en Yucatán.
De gewone doosschildpad wordt soms ook aangetroffen in Canada in de zuidelijke delen van de provincie Ontario. Het betreft hier echter uitgezette huisdieren, de gewone dooschildpad komt tegenwoordig niet voor in Canada. De soort heeft hier zich vroeger wel gevestigd, uit onderzoek blijkt dat de schildpad na 1500 is uitgestorven.
De hoogte boven zeeniveau waarop de schildpad leeft varieert sterk. In laaggelegen delen van het areaal komen de dieren voor van zeeniveau tot ongeveer 165 meter boven zeeniveau en zelden tot 215 meter. In hooggelegen delen zoals de Appalachen komt de schildpad voor tot 1300 meter boven zeeniveau.

### Habitat
De schildpad komt voornamelijk voor in open delen van bossen en is niet zo afhankelijk van water als de meeste andere moerasschildpadden. De schildpad dan ook kan ver van het oppervlaktewater worden aangetroffen. Het lichaam is hierop zelfs aangepast; de gewone doosschildpad lijkt uiterlijk meer op een landschildpad dan op de familie van waterschildpadden waartoe het dier behoort. In grote delen van het verspreidingsgebied is de schildpad ook te vinden in vochtige gebieden zoals weilanden en drassige weiden. In de warmere delen van het jaar verplaatsen veel doosschildpadden naar de omgeving van de oevers van wateren.
Bosbranden hebben een sterk negatieve invloed op veel bosbewonende dieren maar voor sommige populaties van de gewone doosschildpad is een bosbrand van groot belang. Oude bossen zijn namelijk niet geschikt als habitat en bosbranden zorgen voor grote open plekken zodat het bos niet dichtgroeit.
De gewone doosschildpad is ook wel aangetroffen in grotten, maar dergelijke omgevingen zijn niet geschikt als permanente habitat.
Doordat de schildpad over de gehele wereld als een exotisch huisdier wordt gehouden duikt het dier op verschillende plaatsen op in het wild.

## Uiterlijke kenmerken

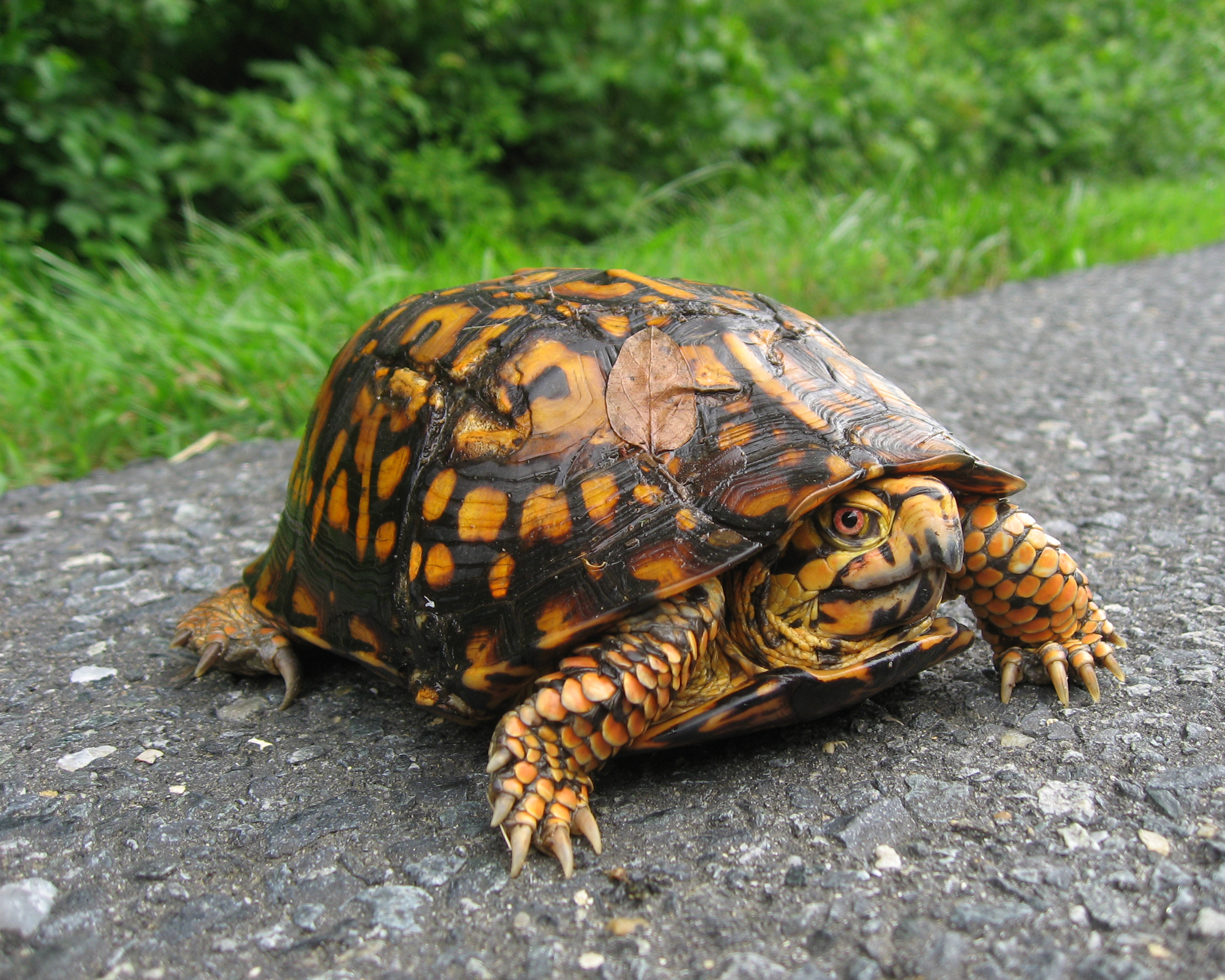
Schuin vooraanzicht van de gewone doosschildpad.

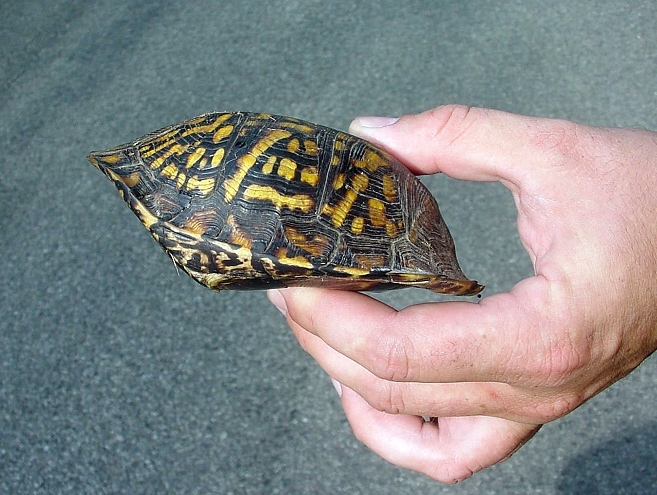
Zijaanzicht van een exemplaar met een gesloten schild, voorzijde links

De gewone doosschildpad bereikt een schildlengte van ongeveer 15 tot 20 centimeter, de schildlengte verschilt enigszins per ondersoort. De naam 'doosschildpad' is te danken aan het scharnierende buikschild dat letterlijk als een doosje kan worden gesloten. Mannetjes worden iets groter dan vrouwtjes en hebben een afgeplatte bovenzijde van het rugschild en een hol voorste deel van het buikschild. Dit laatste dient om op een vrouwtje te klimmen tijdens de paring.

### Kop
De kop van de gewone doosschildpad is relatief klein, de bek is snavelachtig en de snuit is niet verlengd. Het bovenste deel van de bek is iets gekromd en heeft geen inkeping. De relatief grote ogen hebben bij de vrouwtjes een bruine kleur en bij de mannetjes een oranje of minder vaak een witte kleur. Een enkele keer is een vrouwtje met oranje ogen of een mannetje met bruine ogen aan te treffen, zodat het voor de leek vaak niet eenvoudig is het geslacht te kunnen onderscheiden.
De huid van de kop is bij de vrouwtjes overwegend bruinachtig en kan bij de mannetjes variëren van bruin met allerlei kleurentekeningen van geel tot oranje.

### Rugschild
De lengte van het rugschild verschilt per ondersoort, de Carolina-doosschildpad is gemiddeld de kleinste soort en de grote doosschildpad wordt het grootst. De Carolina-doosschildpad bereikt een schildlengte van 11,5 tot 15,2 centimeter en wordt maximaal 19,8 cm lang. De Florida-doosschildpad wordt gemiddeld 12,5 tot 16,5 lang en maximaal 18,7 cm. De grote doosschildpad kan een maximale rugschildlengte bereiken van 21,6 centimeter maar de meeste exemplaren blijven kleiner.
De kleur van het rugschild is geelbruin tot donkerbruin of zwart, met op het schild een gele lijnen- of vlekkentekening die zowel een stervormig patroon kunnen vormen of wat simpeler kunnen zijn. Het schild is vaak voorzien van een zeer variabel patroon van gele vlekken en strepen. Op ieder schild aan de bovenzijde komen vaak meerdere van deze gele patronen voor, veel strepen overlappen meerdere schilden. Een gestreept patroon op het rugschild komt met name voor bij de Florida-doosschildpad (Terrapene carolina bauri). De andere twee ondersoorten hebben meestal vlekken (Terrapene carolina major) of vlekken en strepen (Terrapene carolina carolina).
Hierbij moet opgemerkt worden dat langs de randen van de verspreidingsgebieden van de ondersoorten ook hybriden voorkomen die uiterlijk een mengsel zijn van twee ondersoorten. Het is soms niet meer mogelijk om te bepalen tot welke ondersoort een exemplaar behoort.
Het rugpantser of carapax van de schildpad is ovaal van vorm en is sterk gewelfd; dit betekent dat het schild enigszins koepelvormig is. Het rugschild van de gewone doosschildpad is relatief boller en hoger in vergelijking met de meeste moerasschildpadden die juist een meer gestroomlijnd en plat rugschild hebben. Het schild is ook vrij langwerpig van vorm. Het schild is afgerond aan de voorzijde en de rugschilden aan de achterzijde van het schild zijn niet stekelachtig. Dit is een verschil met enkele gelijkende soorten.
Het rugschild heeft een gladde achterrand en de schubben hebben hier geen doornige uitsteeksels zoals bij andere waterschildpadden het geval is. Het rugschild is verdeeld in verschillende rijen hoornplaten die de schilden worden genoemd. De schilden op de middelste rij worden de vertebraalschilden genoemd, die aan weerszijden hiervan zijn de costaalschild en die aan de rand worden aangeduid met de marginale schilden. De vertebraalschilden zijn altijd breder dan lang. Het eerste vertebraalschild, gezien vanaf de kop, staat erg steil omhoog in een hoek van ten minste 50 graden. Op het midden van de tweede tot en met de vierde vertebraalschild is een kleine opstaande kiel aanwezig.

### Buikschild

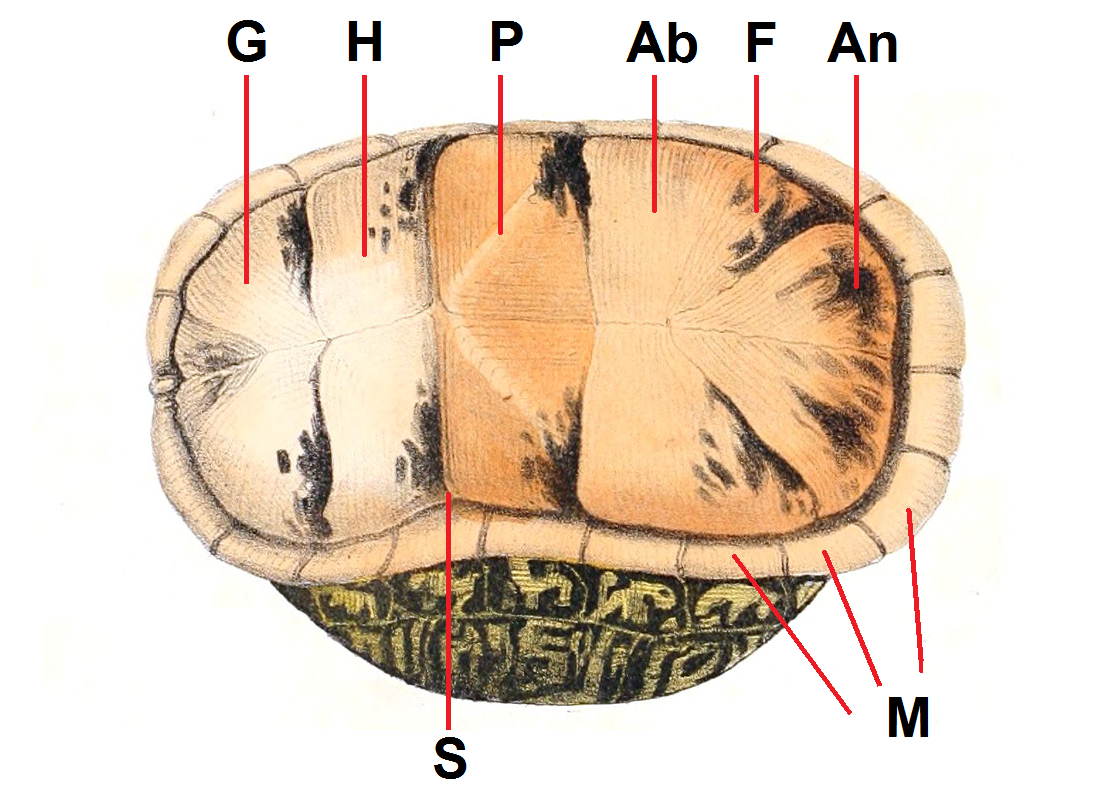
Buikschilden van de gewone doosschildpad:

Het buikpantser is geel tot bruin van kleur, met allerlei overgangskleuren en tekeningen, afhankelijk van de ondersoort. Bij veel exemplaren zijn vlekken of strepenpatronen aanwezig, maar het buikpantser kan ook geheel ongekleurd zijn. Het buikschild is nooit voorzien van een duidelijk doolhof-achtig patroon zoals bij de gelijkende sierdoosschildpad het geval is.
De schilden van het buikschild worden van voren naar achteren het keelschild (gulair), het bovenarmschild (humeraal), het borstschild (pectoraal), het buikschild (abdominaal), het dijbeenschild (femoraal) en het anaalschild (anaal). De plastronformule is een methode om de verschillende soorten schildpadden uit elkaar te houden. Hierbij wordt de middennaad tussen ieder paar buikplaten van lang naar kort gezet. De plastronformule van de gewone doosschildpad is an > abd > gul > pect > hum >< fem. De naad in het midden van het buikschild is dus bij het anaalschild (an) het langst en bij het femorale schild (fem) het kortst. Aan het buikschild is bij de oksel van de voorpoot vaak een axiliair schild aanwezig naast het vierde marginaalschild, echter niet altijd.
Het buikschild of plastron bestaat bij de meeste schildpadden uit een enkel onbeweeglijk geheel aan platen, maar bij de doosschildpadden uit geslacht Terrapene heeft het buikschild twee delen die verbonden zijn door een scharnier. Het scharnier is aan de voorzijde gelegen tussen het bovenarmschild en het borstschild. Aan de achterzijde van het scharnier worden de poten en de staart teruggetrokken waarna het keel- en tussenarmschild naar boven geklapt wordt en de achterzijde geheel bedekt. Aan de voorzijde worden de kop en poten ingetrokken en worden de overige platen als een hefbrug omhoog geklapt. Het schild wordt hierbij geheel afgesloten en is zo goed als luchtdicht. De schildpad kan deze houding dus niet al te lang aannemen omdat het dier dan stikt.

### Poten en staart
De poten zijn ronder en stomper in vergelijking met andere waterschildpadden en zijn niet sterk afgeplat. De nagels aan de achterpoten zijn verschillend bij de seksen. De mannetjes hebben kortere klauwen aan de achterpoten, ze zijn ook dikker en duidelijk gekromd. Bij de vrouwtjes zijn de nagels langer, rechter en dunner. De ondersoort Terrapene carinina bauri heeft drie tenen aan de achterpoten, waar de andere twee ondersoorten altijd vier tenen hebben. Tussen de tenen zijn zwemvliezen aanwezig die in vergelijking met andere moerasschildpadden niet sterk ontwikkeld zijn. De schubben op de poten zijn vaak geel gekleurd in dezelfde kleur als de patronen op het schild.
De staart is bij de mannetjes dikker en langer in vergelijking met de vrouwtjes. De staart kan net als de poten worden ingesloten in het schild als het scharnier aan de buikzijde wordt gebruikt.

### Onderscheid met andere soorten
De gewone doosschildpad lijkt uiterlijk wat op de gopherschildpadden uit het geslacht Gopherus. Deze schildpadden behoren echter tot de landschildpadden en hebben een ander bouw van het schild, zo kunnen ze het buikpantser niet omhoog klappen. Door de vorm van het schild is de gewone doosschildpad eenvoudig te onderscheiden van andere soorten in het natuurlijke verspreidingsgebied. Een soort die ook in het areaal van de doosschildpad voorkomt is de bosbeekschildpad (Glyptemys insculpta). Deze heeft een platter schild en een scharnierend buikschild ontbreekt. De Amerikaanse moerasschildpad (Emydoidea blandingii) is een van de weinige andere schildpadden die het buikschild omhoog kan klappen om het lichaam te beschermen. Ook deze soort is echter aan het plattere schild te onderscheiden.
De gewone doosschildpad is wel te verwarren met de sierdoosschildpad (Terrapene ornata). Deze laatste soort vertoont enkele subtiele verschillen wat betreft de lichaamskenmerken. Met name de ondersoort Terrapene carolina bauri is moeilijk te onderscheiden door de straalsgewijze tekening op het rugschild. Aan de buikzijde echter is het verschil gemakkelijk te zien. De sierschildpad heeft altijd een duidelijk donker gekleurd doolhof-achtig strepenpatroon op het buikschild. Bij de gewone doosschildpad komen ook zwarte delen of vlekken voor maar de tekening van de sierdoosschildpad is onmiskenbaar.

## Levenswijze

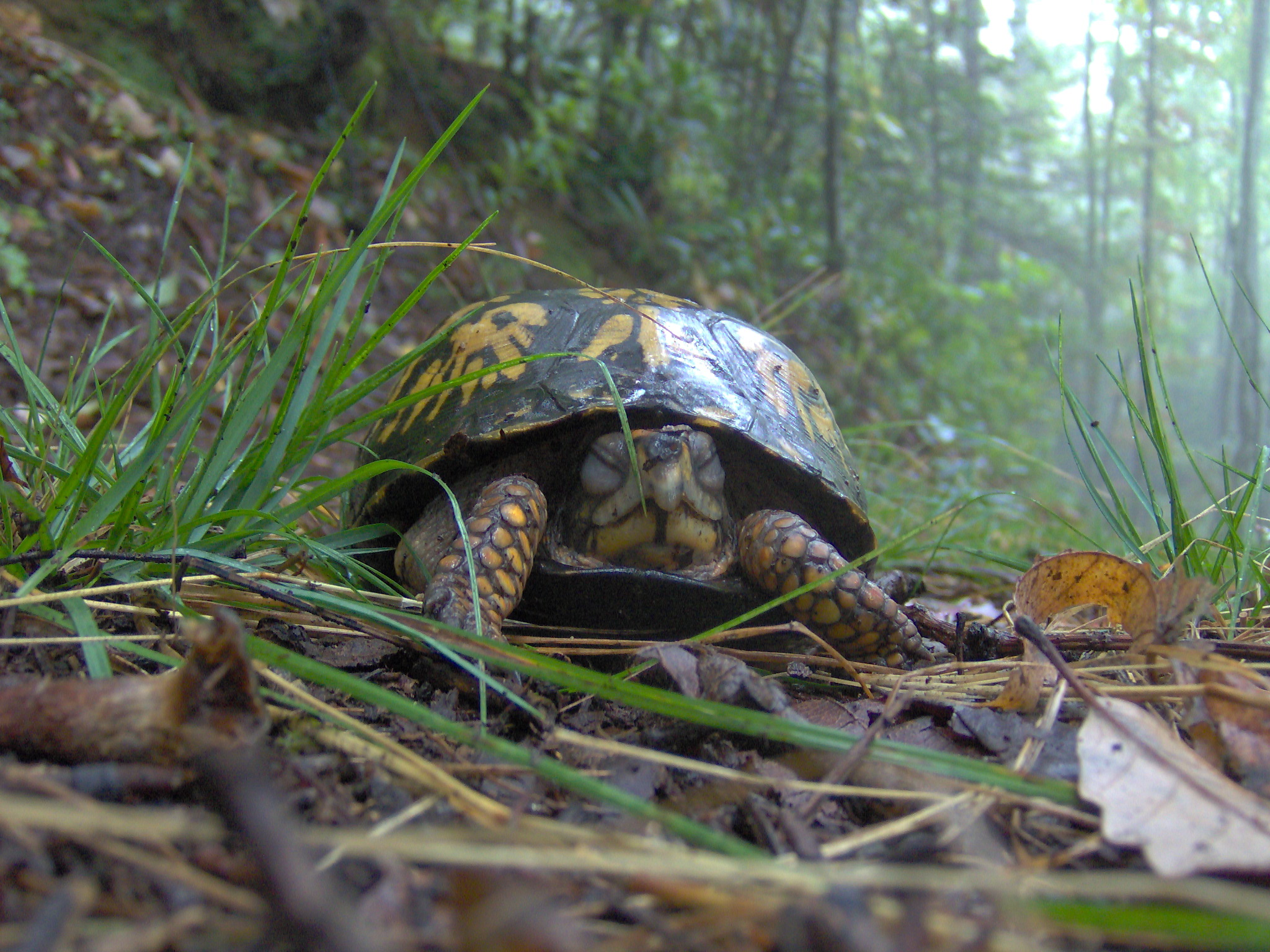
Een slapend exemplaar uit de bossen van Great Smoky Mountains National Park (Tennessee)

De gewone doosschildpad leeft solitair en blijft vaak lang in hetzelfde gebied wonen. Er wordt echter geen territorium verdedigd, als soortgenoten het gebied betreden worden ze getolereerd, ook als het soortgenoten van hetzelfde geslacht zijn.
De gewone doosschildpad leeft in wat extremere omgevingen in vergelijking met andere moerasschildpadden. De schildpad kent verschillende vormen van thermoregulatie om de lichaamstemperatuur op peil te houden. De ideale lichaamstemperatuur ligt tussen de 29 en 38 graden Celsius.
In de zomermaanden is de schildpad voornamelijk actief in de ochtenduren en komt overdag alleen tevoorschijn na een regenbui. Gedurende de hitte van een zomerdag schuilt de schildpad ín kuilen, spleten, onder stukken hout of in de strooisellaag. De schildpad kan goed tegen hitte maar als de lichaamstemperatuur te hoog wordt zoekt het dier het water op. Ook kan de gewone doosschildpad speeksel op de lichaamshuid uitsmeren en daarnaast is bekend dat de schildpad over de eigen achterpoten urineert. Schildpadden kunnen niet zweten maar door speeksel en urine te gebruiken om het lichaam te bevochtigen wordt toch warmte afgevoerd.
In de winter vindt de winterslaap plaats, waarbij de schildpad in een soort sluimertoestand geraakt gedurende de koude maanden. De winterslaap wordt doorgebracht in zelfgegraven holen in de bodem tot ongeveer zestig centimeter lang. Ook de bestaande holen van bijvoorbeeld zoogdieren en gaten in boomstronken worden gebruikt. Een succesvol winterkwartier wordt vaak meerdere jaren achtereen gebruikt. Op warme dagen wordt de schildpad soms actief om later weer een winterkwartier op te zoeken.

## Voedsel
De gewone doosschildpad is een typische alleseter, net als vrijwel alle andere moerasschildpadden. Op het menu van de jonge dieren staat voornamelijk dierlijk materiaal. Omdat ze nog moeten groeien hebben ze veel proteïnen nodig. Oudere exemplaren gaan steeds meer planten eten maar helemaal vegetarisch worden ze niet. Dieren die op het menu staan zijn duizendpoten, hagedissen, huisjesslakken, kikkers, kreeftachtigen, landpissebedden, miljoenpoten, naaktslakken, regenwormen, rivierkreeften, salamanders, kleinere schildpadden, slangen, spinnen, vissen en kleine zoogdieren. Ook eieren worden gegeten, zoals die van verschillende reptielen.
Een belangrijk deel van het menu bestaat uit dode dieren. De schildpad is niet kieskeurig als het gaat om dode dieren, de gewone doosschildpad eet dode eenden, kleine zoogdieren, amfibieën en zelfs is beschreven dat van een dode koe werd gegeten. Reptielen en amfibieën die door de schildpad werden gegeten zijn de hardloper (Coluber constrictor), de kousenbandslang (Thamnophis sauritus), de roodbuikslang (Storeria occipitomaculata) en Fowlers pad (Anaxyrus fowleri). Er is een waarneming bekend van een exemplaar dat kikkervisjes at van de kikker Lithobates blairi.
De gewone doosschildpad eet daarnaast mossen, delen van paddenstoelen en verschillende plantendelen. Paddenstoelen kunnen zo'n 10 tot 55% van het menu uitmaken. De schildpad eet soms ook giftige paddenstoelen, het dier heeft hier zelf geen last van. Het gif wordt echter opgeslagen in het lichaam en hierdoor is het zeer riskant om het vlees van doosschildpadden te eten.
Alle delen van bepaalde planten worden gegeten, zoals de stengels, vruchten, wortels en een aantal zaden. Van de gewone doosschildpad is bekend dat het een belangrijke verspreider is van de zaden van sommige planten. Vruchten (in ruime zin) van de volgende planten zijn bekend als een onderdeel van het dieet van de gewone doosschildpad: aardbei, bosbes, braam, wilde druiven, soorten uit het geslacht Gaultheria, verschillende soorten grassen, lampionplant (Physalis), moerbei, soorten uit het geslacht Osmorhiza, soorten uit het geslacht Podophyllum, tomaten en vlierbessen. Zie de tabel rechts voor een complete lijst van planten die door de gewone doosschildpad worden gegeten.

## Vijanden
De juvenielen hebben vele vijanden omdat ze nog klein en kwetsbaar zijn en het schild is nog relatief zacht. Ook kunnen heel jonge dieren zich nog niet terugtrekken in het schild om de vitale lichaamsdelen te beschermen. Dieren die op de juveniele schildpadden jagen zijn verschillende vogels, spitsmuizen, eekhoorns zoals de oostelijke wangzakeekhoorn (Tamias striatus), grote kikkers zoals de Amerikaanse brulkikker (Lithobates catesbeianus) en verschillende soorten slangen. Onder andere van de koperkop (Agkistrodon contortrix), de watermoccasinslang (Agkistrodon piscivorus) en de hardloper (Coluber constrictor) is bekend dat ze in staat zijn om een jonge schildpad in één door te slikken.
Slangen zijn ook de voornaamste predatoren van de eieren van de gewone doosschildpad. Soorten waarvan bekend is dat ze de eieren eten zijn de scharlakenslang (Cemophora coccinea), de haakneusslangen (geslacht Heterodon), de gewone koningsslang (Lampropeltis getula), de Amerikaanse stierslang (Pituophis melanoleucus) en de zwarte rattenslang (Elaphe obsoleta). Andere bekende vijanden van de eieren van de gewone doosschildpad zijn verschillende ongewervelden zoals mieren.
De volwassen dieren zijn goed beschermd tegen aanvallen van vijanden door de ingenieuze manier van verdediging waarbij het lichaam in het schild wordt opgesloten. Het schild kan zo sterk worden afgesloten dat zelf het lemmet van een mes het niet open kan wrikken. De schildpad wordt voornamelijk belaagd door rovende zoogdieren zoals de wasbeer (Procyon lotor), stinkdieren zoals de gestreepte skunk (Mephitis mephitis) maar ook wel andere soorten stinkdieren, de Amerikaanse nerts (Neovison vison) en de coyote (Canis latrans). Daarnaast jagen verschillende soorten al dan niet gedomesticeerde honden en ratten (Rattus) op de schildpad of de nesten ervan. Dieren die waarschijnlijk ook op de schildpad jagen zijn de zilverdas (Taxidea taxus), de Virginiaanse opossum (Didelphis virginiana), verschillende soorten vossen (Vulpes en Urocyon), het negenbandgordeldier (Dasypus novemcinctus) en verschillende soorten wezels (Mustela).
De gewone doosschildpad wordt ook gegeten door verschillende soorten vogels. Het betreft voornamelijk de soorten Amerikaanse kraai (Corvus brachyrhynchos), de mississippiwouw (Ictinia mississippiensis), de kerkuil (Tyto alba), de zilvermeeuw (Larus argentatus) en de roodkopgier (Cathartes aura).
De schildpad kan in het wild drager zijn van verschillende parasieten. Zo komt soms het Ranavirus voor dat lange tijd alleen bekend was bij amfibieën. Het virus kan echter ook de doosschildpad infecteren waarbij het een bindvliesontsteking kan veroorzaken, daarnaast wordt de schildpad lusteloos, kunnen orale en nasale afscheidingen ontstaan en uiteindelijk kan de schildpad sterven. Ook komt het virus westelijke equine encefalitis voor bij exemplaren in het wild.

## Voortplanting en ontwikkeling

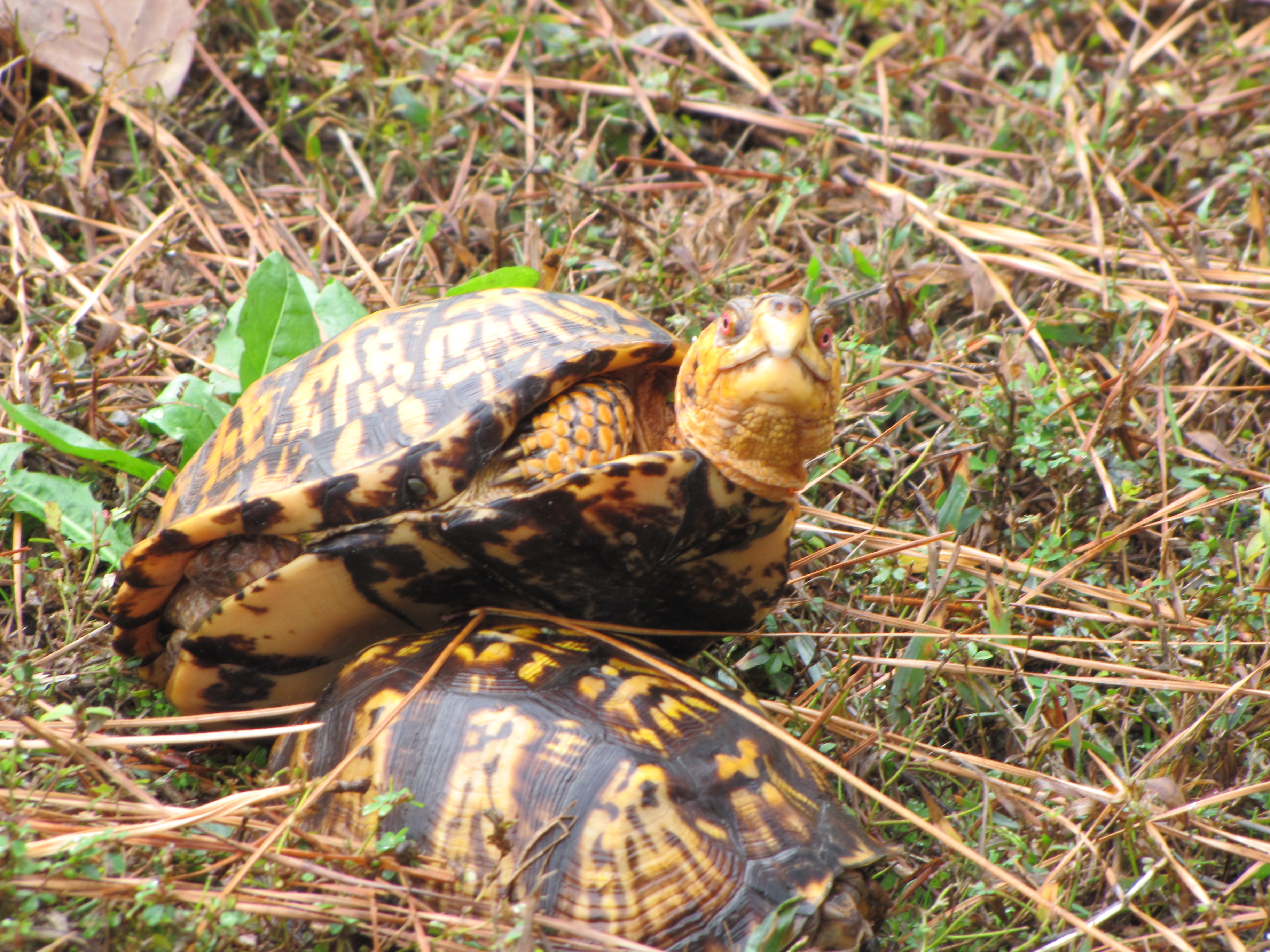
Paring, mannetje boven.

De gewone doosschildpad paart gewoonlijk in de lente maar de voortplanting kan ook gedurende de zomer en herfst plaatsvinden. Van de vrouwtjes is bekend dat ze niet ieder jaar aan de voortplantingscyclus deelnemen om op krachten te kunnen komen. In het natuurlijke areaal vangt de voortplantingstijd aan omstreeks mei en juni. Het baltsgedrag van het mannetje van de gewone doosschildpad is goed beschreven. Het mannetje steekt om een vrouwtje te verleiden zijn kop omhoog en strekt zijn poten recht vooruit, waarbij vaak één poot boven de bodem wordt gehouden. Het mannetje houdt een soort paringsdans voordat de paring plaatsvindt. Het mannetje cirkelt hierbij om het vrouwtje heen, waarbij hij haar in het schild en in de nek bijt om een paring te stimuleren. Vervolgens wordt het vrouwtje beklommen waarna de copulatie plaatsvindt. Na de paring valt het mannetje soms achterover op zijn rug. Als hij er niet in slaagt om overeind te komen zal de schildpad uiteindelijk sterven aan verhongering.
Van de ondersoort T. c. bauri is bekend dat het mannetje pulserende geluiden maakt met zijn keel. Het mannetje brengt zijn klauwen naar de voorste opening van het buikschild, waarna het vrouwtje gestimuleerd wordt het achterste deel van haar buikschild te openen waarna de paring plaatsvindt.
Van de gewone doosschildpad is bekend dat het sperma van een mannetje tot vier jaar later kan worden gebruikt door het vrouwtje om haar eieren te bevruchten. Een vrouwtje kan spermacellen opslaan in de buisvormige klieren die normaal gesproken de albumine-afgifte van de eileiders verzorgen.

### Eieren
Het vrouwtje doet veel moeite om een kuil te graven waarin de eieren worden afgezet. Het nest wordt vaak laat in de middag gegraven zodat het na het donker klaar is, er zijn echter ook waarnemingen bekend van exemplaren die 's ochtends begonnen met het graven van een nest. Het nest is flesvormig en heeft een diepte van 7,5 tot tien centimeter. Het nest wordt meestal gegraven op een open plek met een zanderige of lemige bodem, op een hoger gelegen deel van het terrein.
De eitjes zijn wit van kleur en ovaal van vorm, ze hebben een dunne en flexibele schaal. De eieren hebben een lengte van ongeveer 2,5 tot 4 centimeter en een breedte van ongeveer 17 tot 25 cm. Het aantal eieren per nest varieert van een enkel ei tot elf stuks. Gemiddeld worden per nest vier tot vijf eieren afgezet. Een vrouwtje zet per seizoen meerdere legsels af, gemiddeld twee tot drie maar dit kan oplopen tot vijf of zes.
Net als andere schildpadden kent de gewone doosschildpad temperatuurafhankelijke geslachtsbepaling. Dit betekent dat het geslacht van de nakomelingen bij een hogere temperatuur anders is dan bij een lagere temperatuur. Bij de gewone doosschildpad komen er bij een temperatuur van 22 tot 27 graden voornamelijk mannetjes uit het ei. Als de temperatuur 28 graden of hoger is ontstaan voornamelijk vrouwtjes.

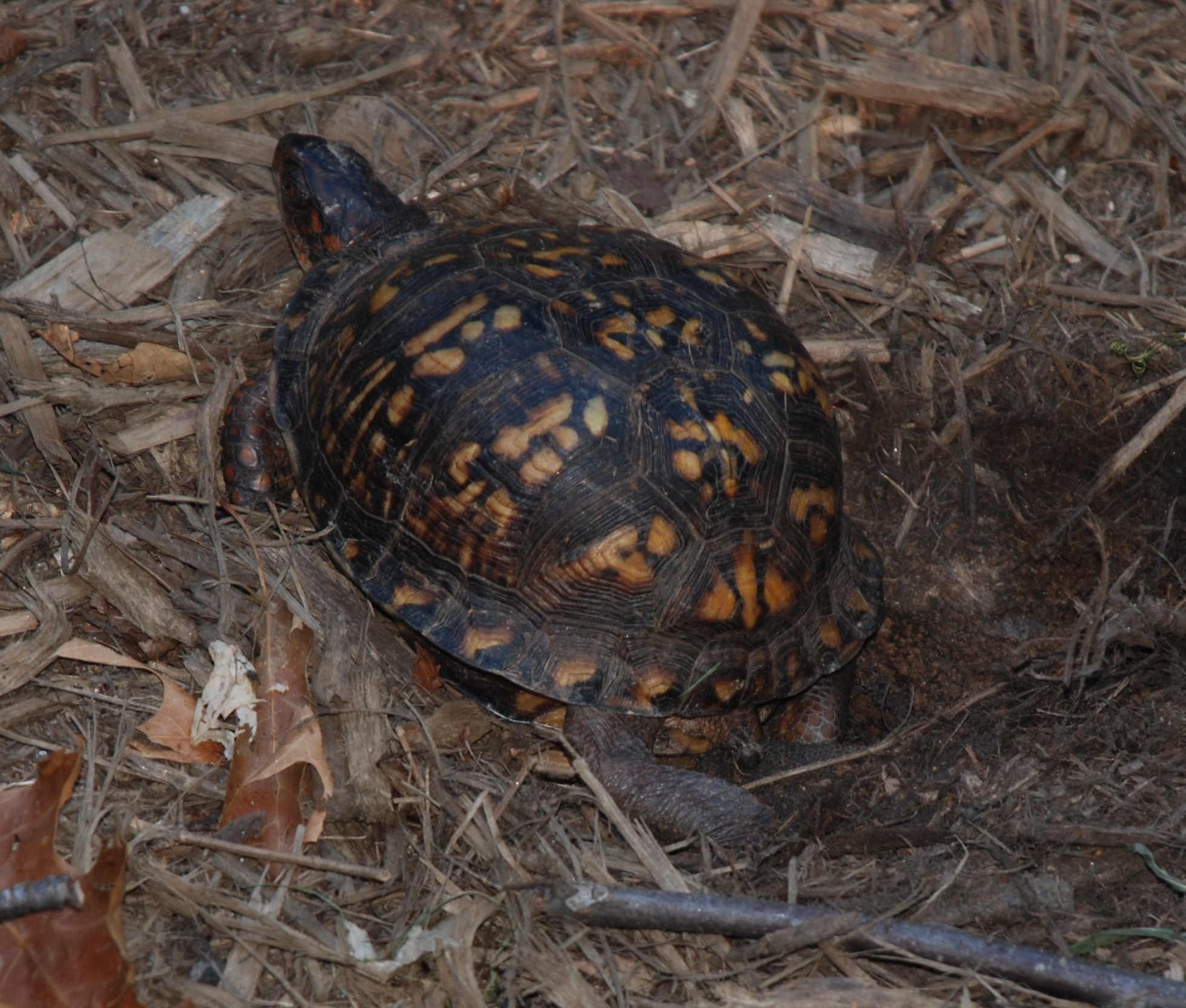
Graven van het nest. (1)
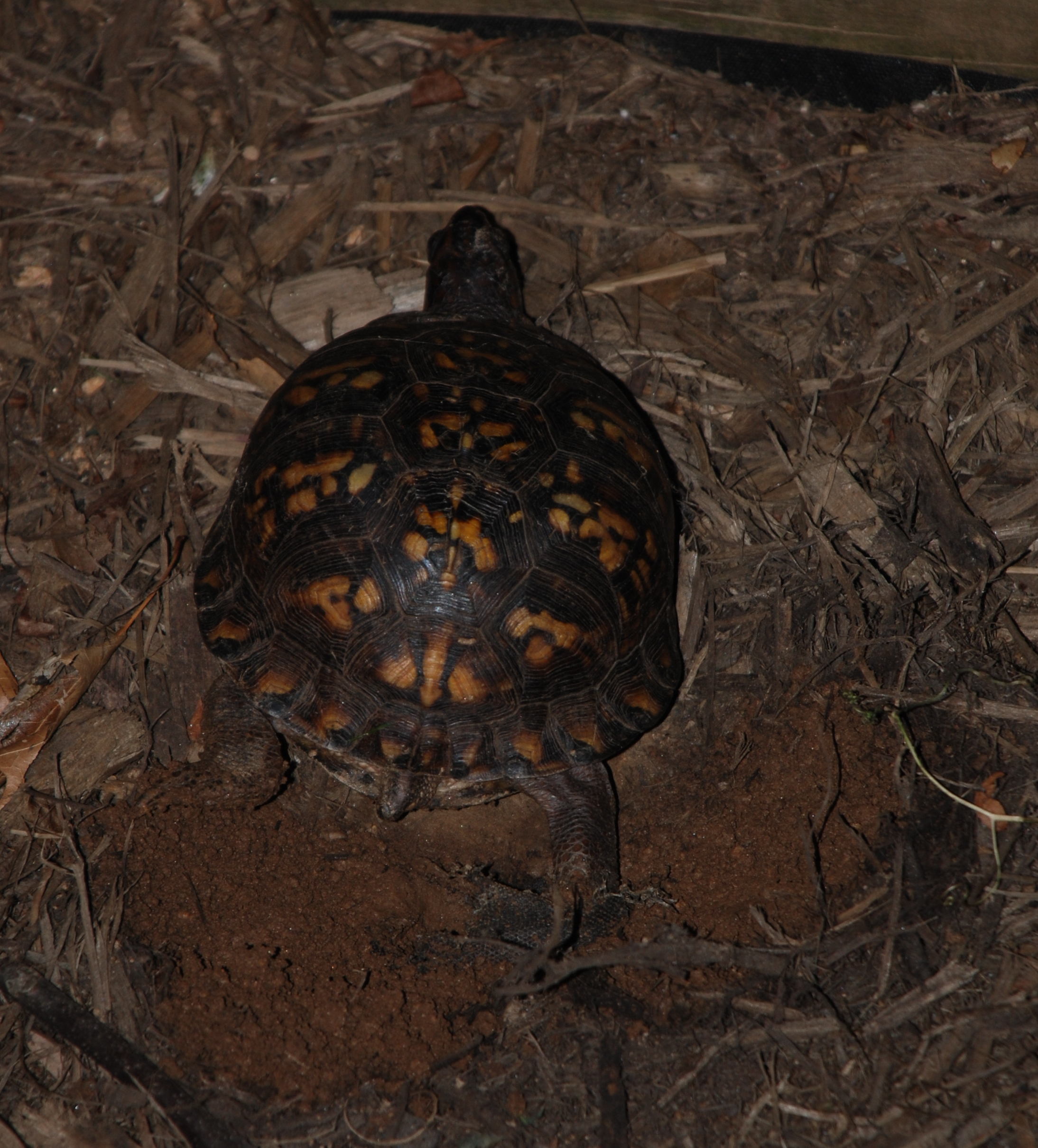
Graven van het nest. (2)
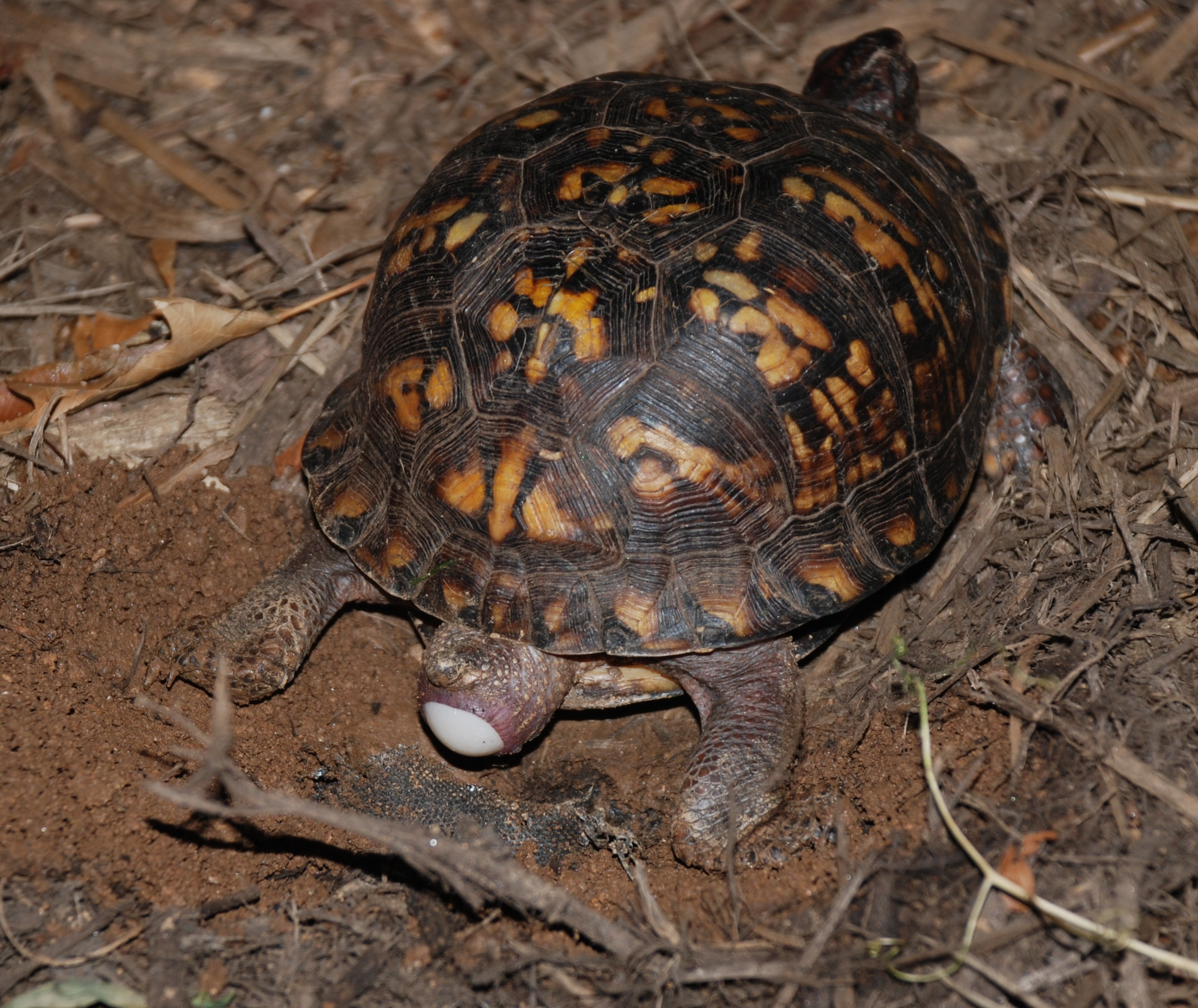
Ei komt tevoorschijn (1).
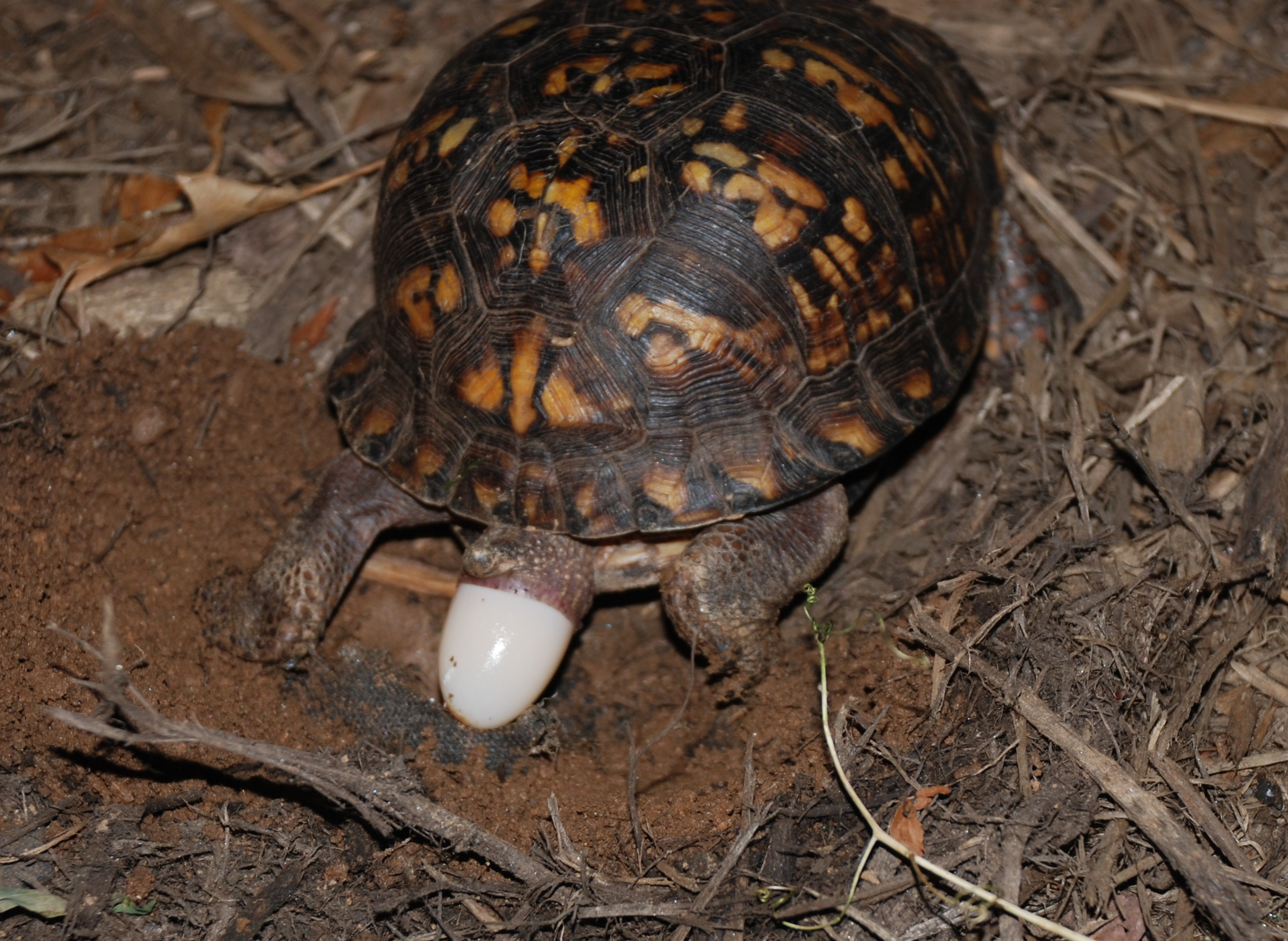
Ei komt tevoorschijn (2).
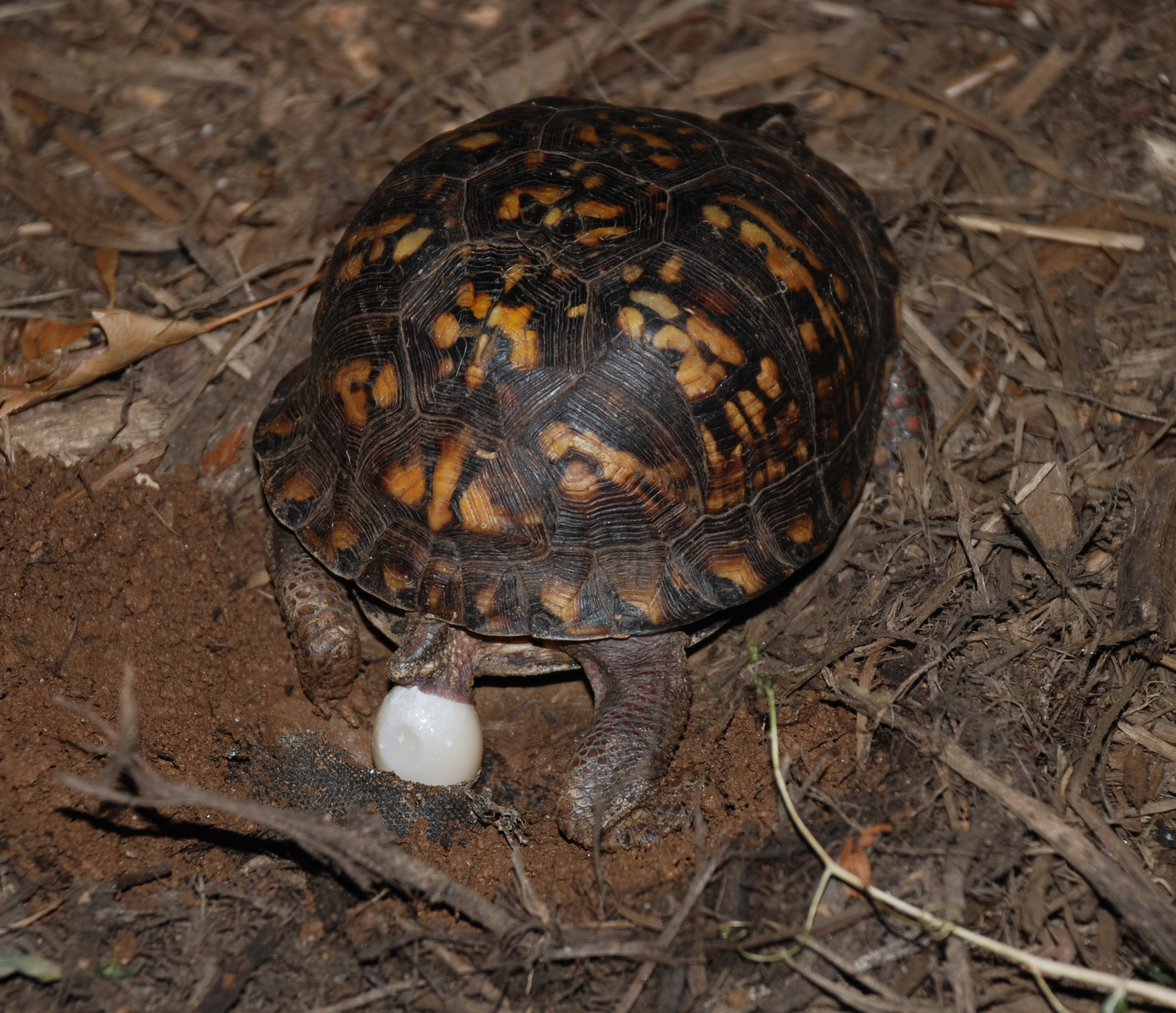
Ei komt tevoorschijn (3).
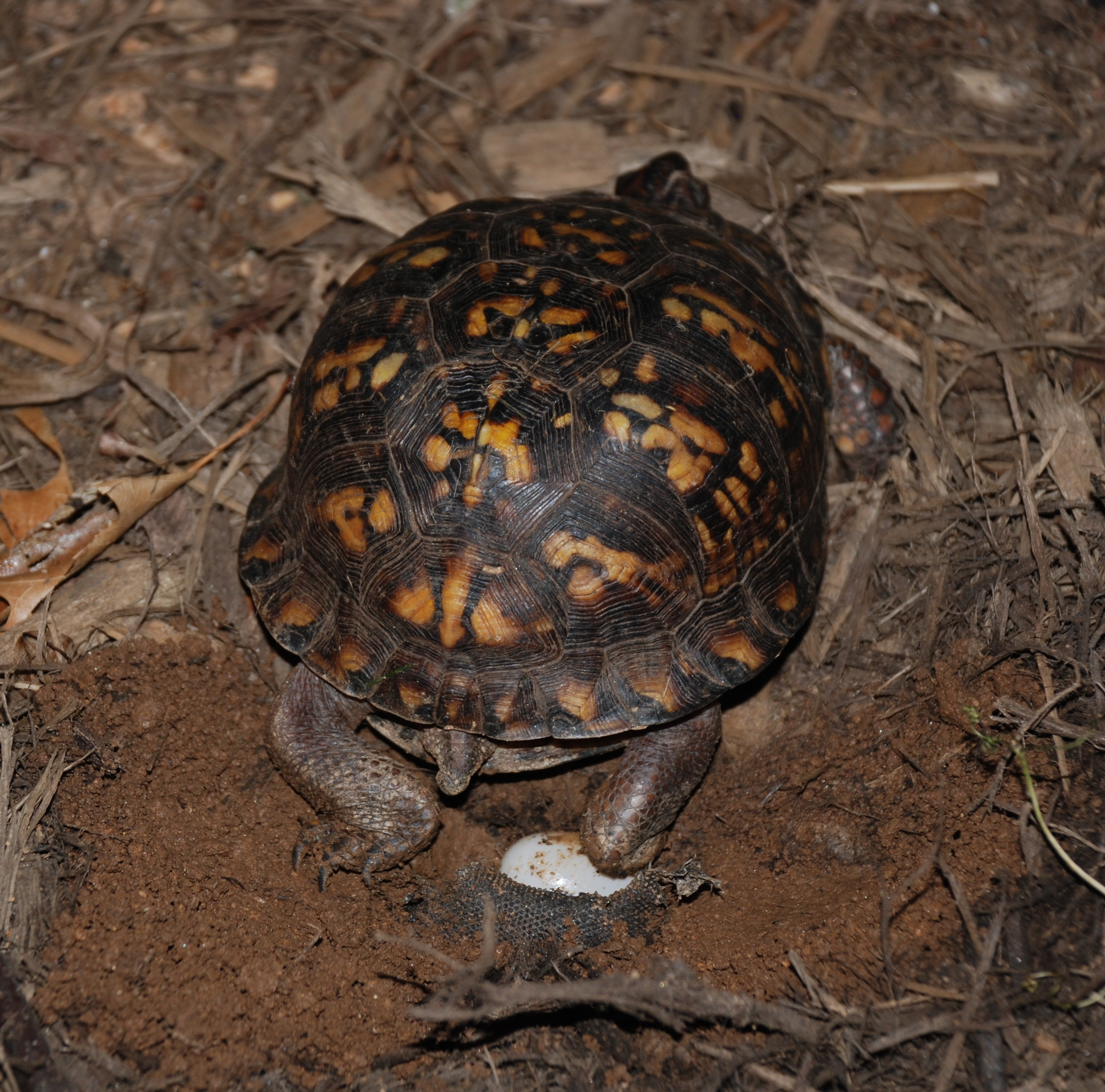
Begraven van het nest.

### Juvenielen

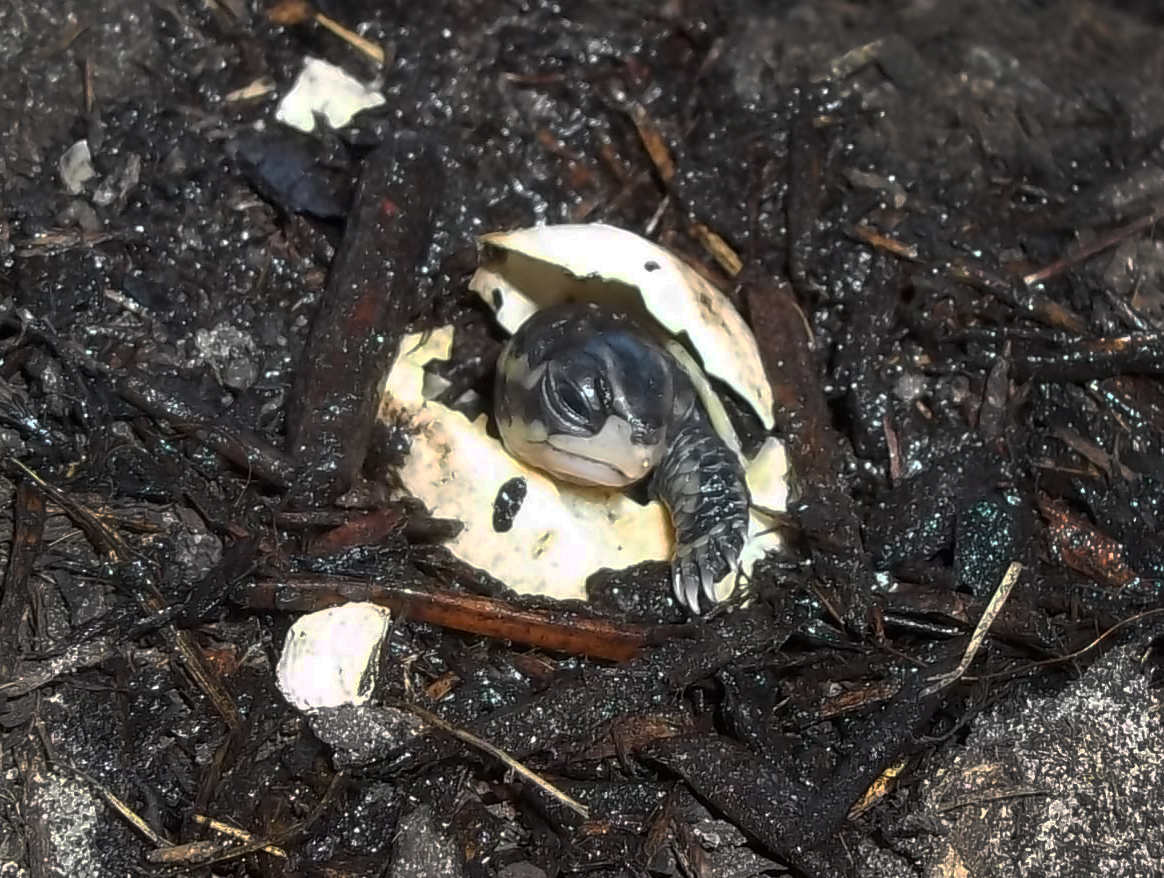
Een Florida-doosschildpad kruipt uit het ei.

De incubatietijd is ongeveer 70 tot 80 dagen, de jonge schildpad bezit een eitand om zich uit het kalkachtige ei te bevrijden. Deze valt snel na het uitsluipen af. Als de jongen uit het ei kruipen zijn ze al goed ontwikkeld, ze hebben een opvallend, koepelvormig restant van de dooierzak aan de buikzijde. Deze wordt binnen een week ingetrokken en is dan niet meer te zien. Van begin september tot in oktober komen de juvenielen tevoorschijn nadat ze zich hebben uitgegraven. Soms blijven de jongen in het nest tot na de winter, ze houden dan eerst een winterslaap. De juvenielen hebben een plat en bruingrijs rugschild met gele vlekken op iedere hoornplaat.
De juvenielen zijn als ze uit het ei kruipen ongeveer 28 tot 35 millimeter lang en worden ieder jaar ongeveer 1,5 centimeter langer. De jongen hebben al wel een scharnier op de buik maar deze functioneert nog niet. Pas als de jonge schildpad ongeveer 5 centimeter lang is kunnen de buikschilden worden gebruikt om het schild af te sluiten. Bij een lengte van ongeveer tien centimeter worden ze volwassen, dit duurt ongeveer vijf tot tien jaar. Van exemplaren die in gevangenschap werden gehouden is bekend dat ze pas veel later paringsgedrag vertoonden. Als de schildpad volwassen is groeit het lichaam minder snel. De schildpad is pas uitgegroeid na twintig jaar. In het wild worden de meeste dieren niet ouder dan 30 tot 40 jaar. De maximale leeftijd voor dieren in het wild is echter ongeveer 100 jaar. Van één exemplaar wordt vermoed dat het een leeftijd heeft bereikt van 138 jaar.
De gewone doosschildpad vertoont een sterke mate van regeneratie. Een exemplaar waarvan het schild zware schade had opgelopen als gevolg van een brand herstelde uiteindelijk volledig.

## Relatie met de mens
De gewone doosschildpad is aan te merken als een nuttige diersoort, op het menu staan onder andere schadelijke insecten en de schildpad is een verspreider van een aantal plantenzaden zoals die van de bosbes. De Noord-Amerikaanse volk van de Irokezen gebruikt de schildpad in verschillende rituelen en gebruiken, zoals in de symboliek, als medicijn, bij begrafenissen en andere ceremonies. De gewone doosschildpad is een populaire en veel gebruikte soort in zogenaamde 'schildpadden-races', waarbij twee exemplaren naast elkaar worden geplaatst en een bepaalde afstand moeten afleggen waarbij op de winnaar kan worden ingezet.
De gewone doosschildpad heeft een deels negatieve impact op de landbouw. De schildpad heeft een voorkeur voor bepaalde groenten en richt soms schade aan bij kwekerijen, zoals plantages waar tomaat, sla of meloen worden gekweekt. Ook is bekend dat de nesten van op de bodem broedende vogels worden geplunderd.
In Noord-Amerika worden schildpadden -vaak illegaal- gevangen om het vlees te consumeren in bijvoorbeeld schildpadsoep. Het eten van het vlees van de doosschildpad echter is sterk af te raden. De schildpad eet soms giftige paddenstoelen waar het dier zelf geen schade van ondervindt. Het gif wordt echter opgeslagen in het lichaam wat het vlees giftig maakt als het wordt opgegeten. Het gif van paddenstoelen is met name giftig voor de lever van zoogdieren. Voor de mens kan het eten van het vlees van doosschildpadden gevaarlijk zijn.
Ten slotte is de schildpad populair in gevangenschap.

### In gevangenschap
De gewone doosschildpad is erg populair als exotisch huisdier. Vele exemplaren worden hierdoor weggevangen uit het wild waardoor de populaties worden aangetast. De gewone doosschildpad is niet de enige soort uit het geslacht van de doosschildpadden die populair is; met name de sierdoosschildpad (Terrapene ornata) is gewild vanwege de bonte kleur en tekening. De andere soorten doosschildpadden zijn vrij zeldzaam en worden in de landen waarin ze van nature voorkomen strikt beschermd.
De doosschildpad wordt soms door de lokale bevolking in de achtertuin gehouden in een deel van de tuin waarin een kuil gevuld is met zand zodat de schildpad kan graven. Een ondiepe, met water gevulde teil wordt toegevoegd zodat de dieren kunnen onderdompelen. Exemplaren die in gevangenschap worden gehouden kunnen worden gevoerd met ingeblikt hondenvoer, kleine stukjes vis, hardgekookte eieren, eierschalen en vis uit blik. Ook levende dieren zoals regenwormen, oorwormen en nestjonge muizen worden aangenomen. Het plantaardige dieet kan worden ingevuld met appel, banaan, tomaat en (geschaafde) wortel.

### Beschermingsstatus

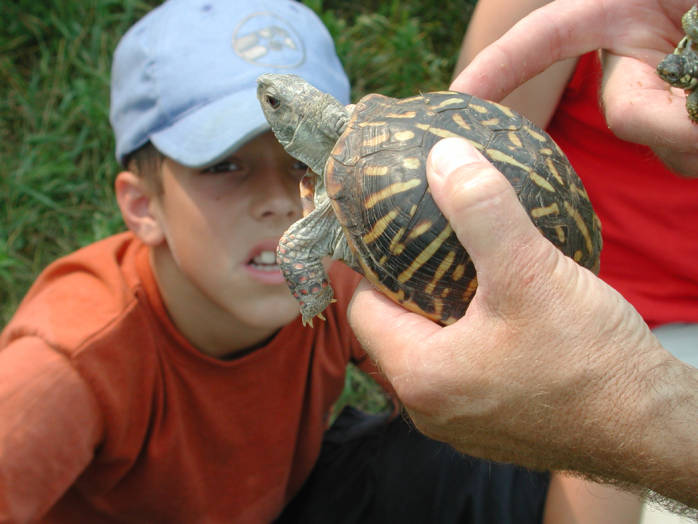
Een welp van de Amerikaanse scouting krijgt uitleg over de schildpad.

De gewone doosschildpad komt in grote delen van het verspreidingsgebied nog algemeen voor. Volgens de internationale natuurbeschermingsorganisatie IUCN is de soort te beschouwen als veilig maar wordt de schildpad beschouwd als mogelijk kwetsbaar. De mens heeft een negatieve invloed op de schildpad doordat de habitat wordt aangetast of vernietigd.
Een belangrijke bedreiging is de vernietiging van de habitat door de mens die bosrijke gebieden op grote schaal verandert in open landschappen. Voorbeelden zijn het aanpassen van het landschap voor bebouwing en het aansteken van bossen voor de winning van landbouwgrond. Daarnaast worden veel schildpadden doodgereden door het verkeer. De gewone doosschildpad wordt ten slotte in grote hoeveelheden weggevangen uit het wild voor de handel in exotische dieren. Omdat de schildpad zich langzaam voortplant worden gedode of gevangen exemplaren niet snel aangevuld.
In veel Amerikaanse staten is het verboden om de schildpad te vangen. De internationale organisatie CITES heeft de schildpad op Bijlage 2 gezet wat betekent dat het dier beperkt mag worden verhandeld.